# Липовка (Серышевский район)
В Амурской области в Тамбовском районе тоже есть село Липовка.
Ли́повка — село в Серышевском районе Амурской области, Россия. Входит в Казанский сельсовет.

## География
Село Липовка расположено в 12 км к юго-западу от районного центра Серышево.
От села Липовка на запад идёт дорога на левый берег реки Зея к селу Казанка, а на юг — на правый берег реки Томь к селу Лебяжье.

## Население
| 2002 | 2010 | 2012 | 2013 | 2014 | 2015 | 2016 |
| ---- | ---- | ---- | ---- | ---- | ---- | ---- |
| 125  | ↘93  | ↗94  | ↘87  | ↘86  | ↘80  | →80  |
| 2017 | 2018 |      |      |      |      |      |
| ↘76  | ↘71  |      |      |      |      |      |